# Jessica Hilzinger
Jessica Hilzinger (Grabs, 26 maggio 1997) è una sciatrice alpina liechtensteinese naturalizzata tedesca nel 2015.

## Biografia
Jessica Hilzinger ha debuttato nel Circo bianco nel novembre del 2013 disputando uno slalom speciale a Zinal, valido come gara FIS. In Coppa Europa ha esordito il 1º dicembre 2014 a Hemsedal in slalom gigante, non riuscendo a concludere la prima manche, e ha conquistato il suo primo podio il 17 gennaio 2017 vincendo lo slalom gigante di Zinal. Il 25 novembre 2015 ha esordito in Coppa del Mondo giungendo 25ª nella slalom speciale di Aspen; ai Mondiali di Sankt Moritz 2017, suo esordio iridato, si è classificata 22ª nello slalom speciale e non ha completato lo slalom gigante, a quelli di Courchevel/Méribel 2023 si è piazzata 6ª nella gara a squadre (partecipando come riserva) e non ha completato lo slalom gigante e lo slalom speciale e a quelli di Saalbach-Hinterglemm 2025 non ha completato lo slalom speciale. Non ha preso parte a rassegne olimpiche.

## Palmarès

### Coppa del Mondo
- Miglior piazzamento in classifica generale: 54ª nel 2023

### Coppa Europa
- Miglior piazzamento in classifica generale: 3ª nel 2020 e nel 2021
- Vincitrice della classifica di slalom speciale nel 2020
- 16 podi:
  - 7 vittorie
  - 4 secondi posti
  - 5 terzi posti

#### Coppa Europa - vittorie
| Data             | Località       | Paese    | Specialità |
| ---------------- | -------------- | -------- | ---------- |
| 17 gennaio 2017  | Zinal          | Svizzera | GS         |
| 20 gennaio 2017  | Melchsee-Frutt | Svizzera | SL         |
| 2 dicembre 2019  | Funäsdalen     | Svezia   | SL         |
| 3 dicembre 2019  | Funäsdalen     | Svezia   | SL         |
| 18 gennaio 2020  | Zell am See    | Austria  | SL         |
| 27 febbraio 2021 | Livigno        | Italia   | GS         |
| 6 dicembre 2022  | Zinal          | Svizzera | GS         |

Legenda:

SG = slalom gigante

SL = slalom speciale

### South American Cup
- Miglior piazzamento in classifica generale: 13ª nel 2025
- 2 podi:
  - 2 secondi posti

### Campionati liechtensteinesi
- 1 medaglia:
  - 1 oro (slalom speciale nel 2015)

### Campionati tedeschi
- 5 medaglie:
  - 1 oro (slalom gigante nel 2023)
  - 4 argenti (slalom speciale nel 2019; slalom speciale nel 2022; slalom gigante, slalom speciale nel 2025)